# شیرو سوزوکی (سیاستمدار)
شیرو سوزوکی (انگلیسی: Shiro Suzuki; ۱۶ ژوئیهٔ ۱۹۶۷ – ) یک سیاستمدار ژاپنی است که به عنوان شهردار ناگاساکی، مرکز استان ناگاساکی منصوب شده است.